# Zvjezdana vrata SG-1 (sezona 4)
Četvrta sezona znanstveno fantastične serije Zvjezdana vrata SG-1 sastoji se od 22 epizode. Prvo emitiranje četvrte sezone počelo je 30. lipnja 2000. godine na Showtimeu. U četvrtoj sezoni članovi SGC-a se susreću s novim neprijateljem koji je gotovo doveo do istrebljenja Asgarda - Replikatorima. Rusija također započinje projekt Stargate sa Zvjezdanim vratima prvobitno pronađenim na Antartiku, koje je Jack O'Neill upotrijebio za bijeg. 

## Epizode
- 1. Male pobjede
- 2. Druga strana
- 3. Poboljšanja
- 4. Raskrsnica
- 5. Podijeli pa vladaj
- 6. Pravi trenutak
- 7. Vodena vrata
- 8. Prvi
- 9. Spaljena zemlja
- 10. Ispod površine
- 11. Točka bez povratka
- 12. Tangenta
- 13. Kletva
- 14. Zmijin otrov
- 15. Lančana reakcija
- 16. 2010.
- 17. Apsolutna moć
- 18. Svjetlost
- 19. Genij
- 21. Dvostruka opasnost
- 22. Egzodus